# Iveston
Iveston – wieś w Anglii, w hrabstwie Durham. Leży 7 km na północ od miasta Durham i 383 km na północ od Londynu.